# Эпизод после Суперкубка
Эпизод после Суперкубка (англ. The One After the Superbowl) — эпизод второго сезона телесериала «Друзья». Премьера в США состоялась 28 января 1996 года, сразу после ежегодного шоу «Супербоул XXX». Эпизод известен такими приглашенными звёздами как Брук Шилдс, Джулия Робертс, Жан-Клод Ван Дамм и Крис Айзек.
Росс находит свою бывшую обезьянку Марселя в Нью-Йорке (та снимается в кино). На съемочной площадке каждый из друзей «находит себе занятие»: Чендлер встречает школьную подружку, Джоуи пытается получить роль, а Росс пытается привлечь внимание Марселя. Моника и Рэйчел не могут поделить Жан-Клода Ван Дамма. Фиби в это время поёт свои правдивые песенки в детском саду.
Показ эпизода сразу после Супербоула руководство телеканала NBC сделало в надежде на то, что эпизод станет самым кассовым эпизодом в истории телевидения. Он привлёк к экранам почти 53 миллиона зрителей и считается самым рейтинговым эпизодом сериала, в т.ч. среди всех комедийных сериалов в истории телевидения. Среди всех 236-ти серий сериала первая и вторая части данного эпизода занимают 93 и 67 место соответственно .
Эпизод получил смешанные отзывы от телевизионных критиков, в особенности им не понравилось привлечение таких именитых актеров как Робертс и Ван Дамм.

## Сюжет

### Часть 1
В квартире Моники и Рэйчел ребята смотрят телевизор, Росс замечает в рекламе пива «MonkeyShine» обезьянку, похожую на его старого питомца Марселя, которого он не так давно отдал в зоопарк. Росс скучает по Марселю.
В кофейню к друзьям прибегает радостный Джоуи, он получил первое письмо от фаната. Моника читает письмо и обнаруживает, что поклонница — Эрика, ищет встречи с Джоуи, вложила в письмо 14 своих ресниц, а само письмо она принесла к квартире лично. Джоуи польщён, что у него теперь есть собственный преследователь. Приходит Росс и сообщает, что его отправляют в Калифорнию на конференцию и он, заодно, хочет навестить Марселя в зоопарке Сан-Диего. В кофейню заходит молодой человек — Роб. Он восхищается данными Фиби и предлагает ей вместе с ним попеть перед детьми в библиотеке. Фиби соглашается.
Джоуи и Чендлер сидят у себя дома, в домофон звонит Эрика. Парни готовятся к агрессивному нападению, но приходят в оцепенение, когда красивая Эрика стоит на пороге.
Фиби в библиотеке готовится к выступлению. Чендлер, Рэйчел и Моника пришли её поддержать, они обсуждают поклонницу Джоуи (тот согласился на ужин с ней), Чендлер описывает Эрику как полную противоположность Кэти Бейтс из «Мизери» и, что Эрика считает Джоуи настоящим доктором Д. Рэморэ. В это время Роб пытается приободрить Фиби, так как она переживает, потому что никогда не играла для детей, которые действительно слушают. Фиби и Роб первый раз целуются. Фиби начинает петь песенку, написанную ею специально для детей.
Эрика и Джоуи ужинают в ресторане, Эрика поражена, как доктор Рэморэ (т.е. Джоуи) только что сделал операцию. Она восхищается его руками и начинает их облизывать. За соседним столиком поперхнулся человек, все ищут доктора и Эрика представляет всем лучшего доктора Салема — Дрейка Рэморэ. Джоуи объясняет ей, что он нейрохирург и не может заниматься едой. Эрика вновь принимается за его руки.
Фиби продолжает петь собственные, иногда слишком откровенные, песни для детей. Детям они понравились, а вот родители хотели бы более простых песенок, например про животных. Фиби обещает к следующему разу написать новые песни.
Росс в зоопарке, его встречает управляющий и сообщает, что Марсель погиб. Однако, уборщик делает Россу странные намеки и просит встретиться после закрытия. Уборщик рассказывает Росу, что недавно зоопарк ограбили и обезьяну взяли грабители. Также он говорит, что теперь обезьяна работает в шоу-бизнесе.
Росс возвращается и рассказывает, что это его обезьяна снимается в рекламе пива. Друзья снова в библиотеке слушают Фиби. На этот раз она написала песенки про животных, но те вновь оказались слишком правдивыми и далеко не детскими. Родители больше не хотят видеть Фиби в библиотеке.
В квартире парней ребята смотрят «Дни нашей жизни» с Джоуи, приходит Эрика. Она в гневе, так как Дрэйк только что целовался с Сабриной (героиней сериала), она выплёскивает ему стакан воды в лицо. Джоуи больше не может терпеть и пытается объяснить что он не Дрэйк Рэморэ, но Эрика не понимает, тогда друзья подыгрывают Джоуи и представляют его злым братом-близнецом Рэморэ — Гансом. Они обвиняют его в вымышленных злодеяниях и также поочередно выплескивают воду ему в лицо. Джоуи отправляет Эрику искать настоящего Дрэйка в Салеме.
Друзья сидят в кофейне. Росс выясняет, что Марсель в Нью-Йорке, снимается  в новом фильме «Эпидемия 2. Вирус захватывает Манхетен». Фиби собирается выступать, но тут прибегают дети из библиотеки, которые ищут «леди, которая поет правдивые песни». Все устраиваются и слушают Фиби.
Друзья приходят на съемочную площадку в поисках Марселя, но их не пускают, а Марсель не замечает Росса. Тогда ребята начинают петь его любимую песню «The Lion Sleeps Tonight» и Марсель бежит к Россу.
Фиби поёт «Драного кота» с Робом в кофейне.

### Часть 2
На следующий день друзья снова приходят к Марселю, но он капризничает; дрессировщик объясняет это большим давлением, ведь Марсель по важности как Сибилл Шепард. Джоуи пытается впечатлить режиссеров, чтобы попасть в фильм. А Чендлер встречает свою старую школьную подругу Сьюзи Мосс, она работает гримером на площадке. Они вспоминают истории из начальной школы, когда Чендлер задрал юбку Сьюзи, показывая её нижнее белье всей школе, после чего её все школьные годы называли «Сьюзи красные трусы», а также другие истории. Сьюзи намекает на свидание и Чендлер её приглашает. В это время Моника и Рэйчел замечают Жан-Клода Ван Дамма, Монике очень хочется с ним познакомиться, но она стесняется. Рэйчел идет вместо неё и Жан-Клод приглашает её на свидание.
В кофейне Рэйчел рассказывает как провела вечер с Жан-Клодом и, что они виделись с Дрю Бэрримор. Моника ревнует. Приходит Росс и сообщает, что у него получилось выбить время для встречи с Марселем. А Чендлер рассказывает о Сьюзи и от том, что она попросила надеть его женское белье.
Моника и Рэйчел ссорятся из-за Ван Дамма вплоть до драки. Фиби растаскивает их за уши, Моника просит Рэйчел бросить Жан-Клода.
Встреча Росса отменяется из-за плотного графика Марселя и он присоединяется к ужину Джоуи и Чендлера в ресторане с девушками. Сьюзи продолжает соблазнять Чендлера, она раздевает его в туалете, оставляя в одних женских трусах, забирает его одежду и убегает объясняя это местью за 4-й класс. Чендлер остается в кабинке голым пока не приходят Джоуи и Росс. Ему приходится уходить из ресторана голым, прикрывшись дверью от туалетной кабинки.
Монике удается попасть на свидание с Ван Даммом, но она узнает, что Рэйчел организовала это с условием, что Моника будет участвовать в «тройничке» с ним и Дрю Бэрримор. Моника снова ругается с Рэйчел, теперь они портят вещи друг друга (сумка Моники наполнена томатным соусом, а свитер Рэйчел порван). Их снова примеряет Фиби.
Росс, наконец, воссоединяется с Марселем: он сам прибегает в кафе, и они весело проводя время. А Джоуи получает роль умирающего в фильме, но слишком переигрывает и его вывозят завернутым в мешок.

## В ролях

### Основной состав
- Дженнифер Энистон — Рэйчел Грин
- Кортни Кокс — Моника Геллер
- Лиза Кудроу — Фиби Буффе
- Мэтт Леблан — Джоуи Триббиани
- Мэттью Перри — Чендлер Бинг
- Девид Швиммер — Росс Геллер

### Второстепенный состав
Часть I
- Брук Шилдс — Эрика Форд, поклонница Джоуи
- Крис Айзек — Роб Доннен, поёт для детей
- Фред Уиллард — Дин Липсон, управляющий зоопарком
- Дэн Кастелланета — уборщик в зоопарке
- Шон Мастерсон — парень в рекламе пива
- Джим Каммингс — голос из рекламы пива
- Роарк Критчлоу — доктор Майк Хортон, коллега Джоуи по съемочной площадке
- Тадж Маури — мальчик, забегающий в кафе

Часть II
- Джулия Робертс — Сьюзи «Трусишки» Мосс, подруга Чендлера
- Жан-Клод Ван Дамм — камео
- Дэвид Крейн — режиссёр, которого пытается впечатлить Джоуи

## Производство
Решение о выпуске эпизода сразу после Супербоул XXX было сделано NBC в надежде сделать это воскресенье «самым доходным днем по рекламе в истории телевидения». Приглашенные звезды были выбраны, чтобы привлечь больше зрителей и ещё больше увеличить доход от рекламы. В прошлые годы телевизионные сети «эксплуатировали» временный интервал после «Суперкубка», чтобы запустить новый сериал. NBC сделал исключение для «Друзей», потому что они полагали, что это привлечет больше рекламных доходов, чем новое шоу.
28 января 1996 года исполнительный продюсер Кевин С. Брайт прокомментировал: «Это будет больше по размеру и масштабу, чем обычный эпизод «Друзей». Сегодня мы делаем шаг вперед.». В начале января 1996 года было подтверждено, что Джулия Робертс, Брук Шилдс, Крис Айзак и Жан-Клод Ван Дамм будут приглашенными звездами в данном эпизоде.
Шилдс прокомментировала, что когда её попросили появиться на шоу, она сказала: «..да. Я не знаю, где я был в списке. Может быть, все остальные сказали „нет“».
Сценаристам было трудно создавать шутки для Ван Дамма. Чтобы создать для него шутки, один сценарист сказал: «Нужно создать шутки с действительно ужасном французским акцентом, делая ударения на неправильных словах». Таким образом, создана шутка: «Я могу сломать грецкий орех своим задом».
Робертс снималась с 6 по 8 января 1996 года. На тот момент у неё были отношения с Мэтью Перри (исполняет Чендлера Бинга), и один из аудитории сказал об их экранном поцелуе: «Джулия посмотрела на Мэтта и сказала: „Я рад, что мы репетировали это в выходные“». Звукорежиссёр прокомментировал так: «Раньше я видел поцелуи на экране, но этот был лучше всех». Джулия Робертс думала, что её появление на шоу было «самой нервной» вещью, которую она сделала после прослушивания для «Красотки»: «Я хотела быть лучше, чем когда либо. [Перри] невероятно смешной, и вы хотите нести ту же радость, что и он. … Я просто пыталась быть милой.».

## Приём
Эпизод привлёк к экранам 52.9 млн зрителей, и считается самым рейтинговым эпизодом сериала. Он получил рейтинг Nielsen 29,5, что сделало его самым рейтинговым эпизодом любого шоу когда-либо, транслируемых после «Суперкубка». В рейтинге, составленном Digital Spy, среди всех 236-ти серий сериала первая и вторая части данного эпизода занимают 93 и 67 место соответственно.
Рекламные тарифы для Эпизода составляли в среднем $ 600 000 за 30 секунд рекламного времени. Это был один из самых больших рекламных ставок когда-либо для ситкомов того времени. Режиссёр эпизода, Майкл Лембек, выиграл премию «Эмми» 1996 года в категории «Выдающиеся индивидуальные достижения в режиссуре для комедийного сериала» — единственная «Эмми», выигранная сериалом в том году.

### Отзывы
Эпизод получил смешанные отзывы от телевизионных критиков. Многим не понравилась уловка по привлечению звездного состава в эпизод.
Лиза Дэвис из «Fort Worth Star-Telegram» назвала появление звезд «вопиющей уловкой для повышения рейтингов». Тим Гудман из «Charlotte Observer» сказал, что «жалкое вливание в эпизод „звездной привлекательности“» сделало его «тошнотворным» и добавил, что продюсеры «должны просто сделать Берни Копелла регулярным и снова включить его в состав „Лодки любви“». Диана Холлоуэй из «Austin American-Statesman» также отметила сходство с «Лодкой любви», известной своими многочисленными приглашенными звездами.
«Entertainment Weekly» назвал эпизод «фрагментированным, плохо развивающимся и только эпизодически забавным». «Movie Guide» отметил игру Уилларда и Кастелланета как «лучшую часть программы».
Брук Шилдс получила высокую оценку за её работу. Алан Пергамент из «The Buffalo News» сказал, что она «показалась с другой стороны и была лучшей приглашенной звездой» в эпизоде. «Нью-Йорк Таймс» прокомментировал, что выступление Шилдс было «таким резким и необузданным», что она «украла эпизод» у Робертс и Айзака. «Chicago Sun-Times» написали, что химия между Перри и Робертс была «аутентичной», и что Шилдс «могла найти себя в качестве королевы комедии». «Денвер Пост» отметил, что Шилдс «сделала хороший поворот, чтобы помочь ей в карьере», а появление Робертс было «малоэффективно». Таким образом, выступление Шилдс в этом эпизоде впечатлило NBC настолько, что ей предложили свой собственный сериал «Внезапная Сьюзан».
Сюжетная линия Моники и Рэйчел «была свидетельством не смешного и ленивого сценария». Хорошо оценена линия Лизы Кудроу и Дэвида Швиммера: «Лиза Кудроу, и её героиня Фиби, певица правдивых песен, продолжает быть интересной, Дэвид Швиммер может вынести забавные, эмоциональные моменты даже с обезьяной».
Алан Пергамент также сказал, что «Эпизод после Суперкубка» «имел свои моменты», но он думал, что это больше похоже на эпизод «Сайнфелда», чем эпизод на  «Друзей».
Энн Ходжес из «The Houston Chronicle» оценила эпизод негативным обзором, комментируя, что «„Друзья“ уронили мяч» с тем, что шутили про «нижнее белье, секс втроём и обезьяну. Безумный, глупый сценарий был оскорблением для таких приглашенных звезд, как Джулия Робертс и Жан-Клод Ван Дамм».

## Внешние ссылки
- «Эпизод после Суперкубка: Часть 1» на Internet Movie Database
- «Эпизод после Суперкубка: Часть 1» на TV.com
- «Эпизод после Суперкубка: Часть 2» на the Internet Movie Database
- «Эпизод после Суперкубка: Часть 2» на TV.com